# Aharon Jariv

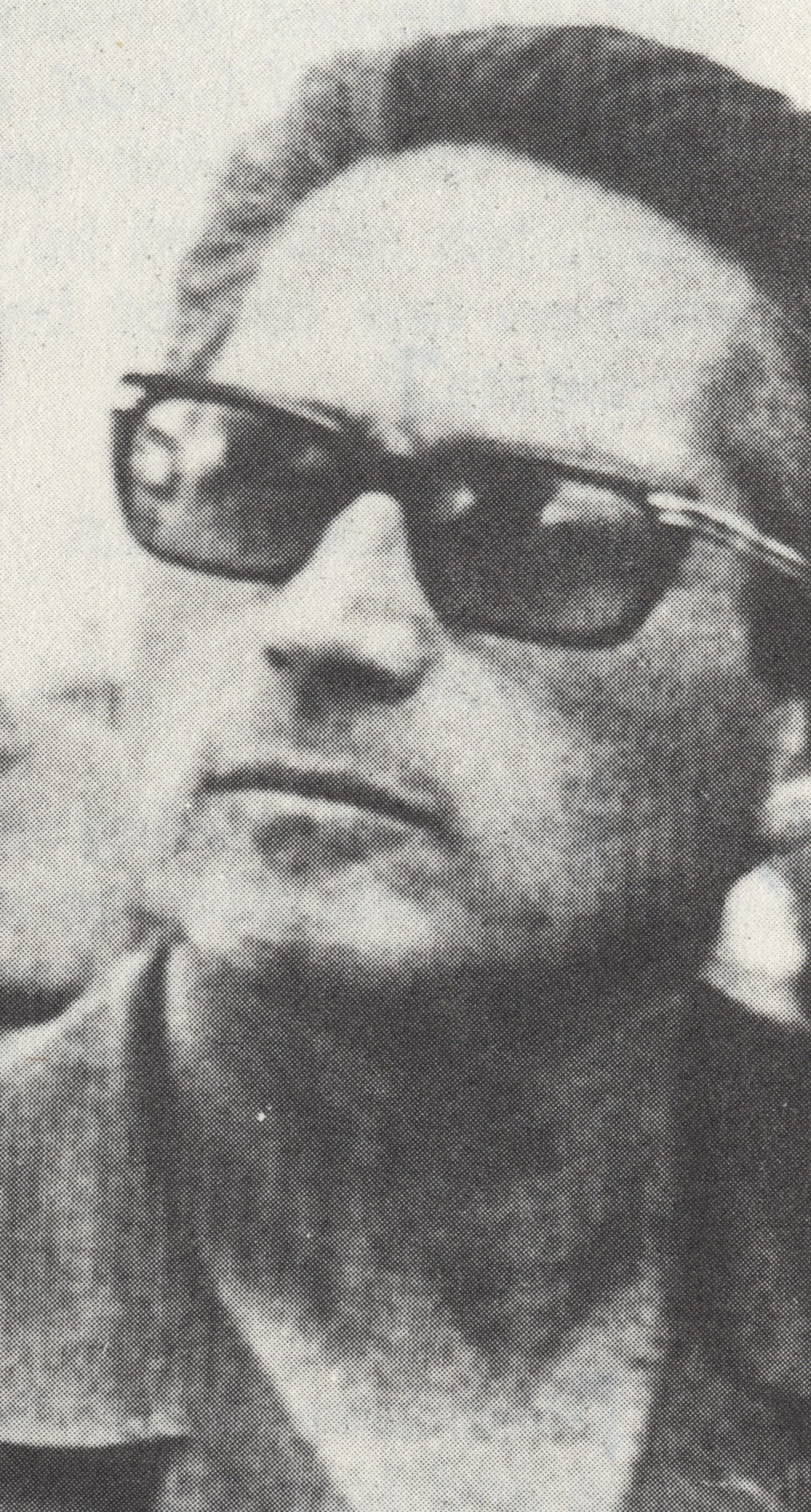
Aharon Jariv (1973)

Aharon Rabinowitsch Jariv (* 20. Dezember 1920 in Moskau; † 7. Mai 1994 in Tel Aviv) war ein israelischer Politiker und Militär, zuletzt im Rang eines Generalmajors (Aluf).

## Leben
Im Alter von 15 Jahren wanderte Jariv nach Palästina aus und besuchte die Pardes Hanna Agricultural High School. 1938 war er in der Haganah  und später in der britischen Armee; danach war er bei den Israelischen Streitkräften (IDF). Von 1964 bis 1972 war er der Leiter des Nachrichtendienstes der Israelischen Streitkräfte Aman. Vom 21. Januar 1974 bis zum 16. Mai 1977 war er Mitglied der Knesset.
Jariv war zudem bis zum 4. Februar 1975 Transport- und Informationsminister (Awoda).